# Mel Air
Die  Mel Air Ltd. (ehemals Medavia oder eigentlich Mediterranean Aviation Operations Co. Ltd.) ist eine maltesische Fluggesellschaft mit Sitz Luqa und Basis auf dem Flughafen Malta.

## Geschichte

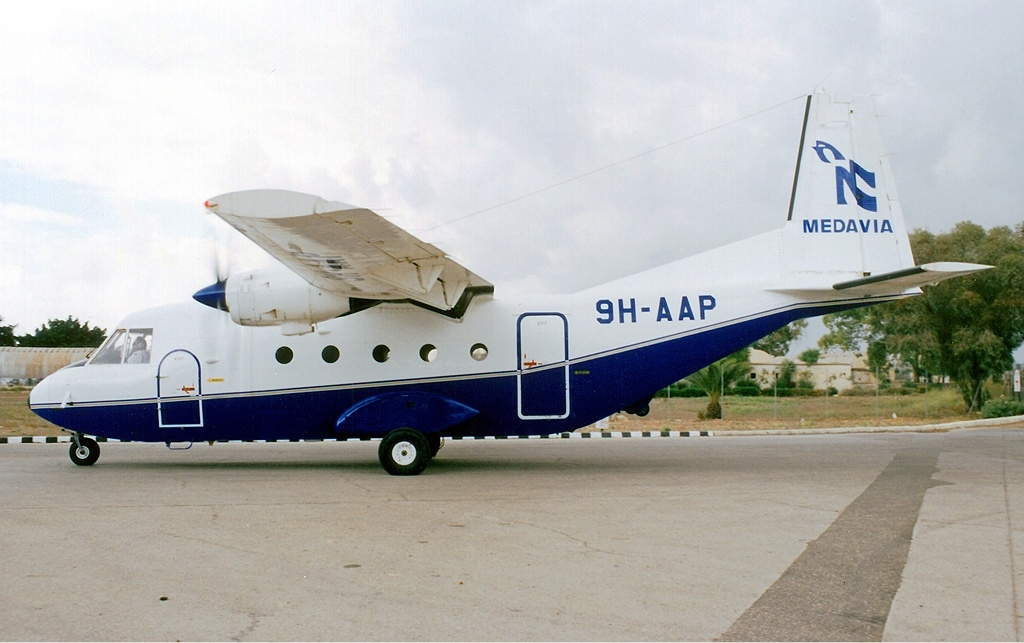
CASA C-212 der Medavia, Malta 2002

Medavia wurde 1978 gegründet und ist auf Malta registriert. Sie nahm im September 1979 den Flugbetrieb auf und befindet sich zu 51 Prozent im Besitz der Libyan Arab Maltese Holding sowie der Air Malta mit 25 Prozent und Libyan Arab Foreign Investment mit 24 Prozent.
Im Oktober 2017 übernahm Air Nostrum 51 % an der Mediterranean Aviation Operations Co. Ltd. vom Luftfahrtunternehmen Mediterranean Aviation Co. Ltd. (Medavia).
Im Februar 2021 wurde die Gesellschaft in Mel Air umbenannt.

## Dienstleistungen
Mel Air führt hauptsächlich Charterflüge durch und bietet das Leasing ihrer Flotte an. Kunden sind beispielsweise die Iberia Regional.

## Flotte

### Aktuelle Flotte
Mit Stand vom April 2025 besteht die Flotte der Mel Air aus fünf Flugzeugen mit einem Durchschnittsalter von 11,3 Jahren:
| Flugzeugtyp | Anzahl | bestellt | Anmerkungen                   | Sitzplätze | Durchschnittsalter |
| ----------- | ------ | -------- | ----------------------------- | ---------- | ------------------ |
| ATR 72-600  | 5      |          | betrieben für Iberia Regional | 72         | 11,3 Jahre         |
| Gesamt      | 5      | -        |                               |            | 11,3 Jahre         |

### Ehemalige Flugzeugtypen
- Beechcraft 1900D
- Bombardier CRJ-1000
- De Havilland DHC-8-300
- Dornier 328-110

## Zwischenfälle

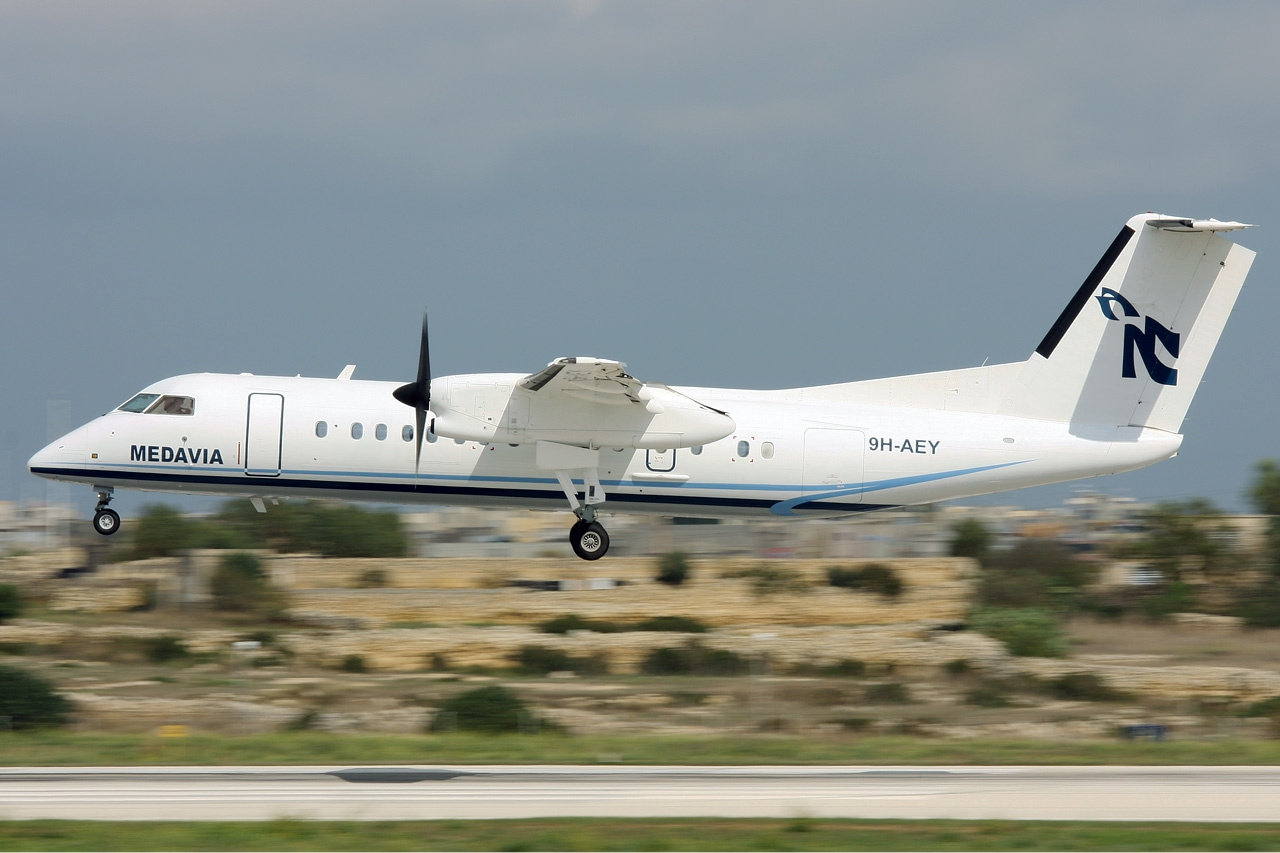
Die zerstörte De Havilland DHC-8-300

Mel Air verzeichnet in ihrer Geschichte einen Zwischenfall mit Totalverlust eines Flugzeuges:
- Am 14. Juli 2014 wurde im Zuge des Bürgerkriegs in Libyen eine auf dem Tripoli International Airport in einem Hangar abgestellte De Havilland DHC-8-300 (Luftfahrzeugkennzeichen 9H-AEY) von Medavia zerstört.[7]